# Cespedosa de Tormes
Cespedosa de Tormes è un comune spagnolo di 617 abitanti situato nella comunità autonoma di Castiglia e León.